# Dariusz Goździak
Dariusz Goździak (ur. 6 grudnia 1962 w Sulęcinie) – polski pięcioboista nowoczesny, złoty medalista olimpijski.

## Życiorys
W 1981 ukończył liceum ogólnokształcące, później został absolwentem dwuletniego studium medycznego w Zielonej Górze w zawodzie technik fizjoterapeuta.
W trakcie kariery sportowej był zawodnikiem Lumelu Drzonków Zielona Góra (1978–1994), jego trenerem w reprezentacji był Zbigniew Pacelt. W 1989 uzyskał w sztafecie brązowy medal na mistrzostwach Europy. W 1990 wywalczył 3. miejsce w drużynie na mistrzostwach świata, a w 1991 na tych samych zawodach zdobył dwa srebrne medale (w drużynie i w sztafecie). W 1992 wystartował na Letnich Igrzyskach Olimpijskich w Barcelonie. Indywidualnie zajął 10. miejsce. W drużynie, wraz z Arkadiuszem Skrzypaszkiem i Maciejem Czyżowiczem, wywalczył złoty medal. Był kilkakrotnym medalistą mistrzostw Polski, w tym mistrzem kraju w 1990.
Dariusz Goździak jest żonaty, ma dwoje dzieci.
Odznaczony Krzyżem Kawalerskim Orderu Odrodzenia Polski (2011). W 1993 wyróżniony tytułem honorowego obywatela Zielonej Góry.